# La Roche-Vanneau
La Roche-Vanneau – miejscowość i gmina we Francji, w regionie Burgundia-Franche-Comté, w departamencie Côte-d’Or.
Według danych na rok 2009 gminę zamieszkiwały 144 osoby, a gęstość zaludnienia wynosiła 11 osób/km².